# 213255 Kimiyayui
213255 Kimiyayui è un asteroide della fascia principale. Scoperto nel 2001, presenta un'orbita caratterizzata da un semiasse maggiore pari a 1,9011751 UA e da un'eccentricità di 0,0818962, inclinata di 21,78566° rispetto all'eclittica.